# Liste der Bodendenkmäler in Buch (Schwaben)
Auf dieser Seite sind die Bodendenkmäler in dem schwäbischen Markt Buch zusammengestellt. Diese Tabelle ist eine Teilliste der Liste der Bodendenkmäler in Bayern. Grundlage ist die Bayerische Denkmalliste, die auf Basis des Bayerischen Denkmalschutzgesetzes vom 1. Oktober 1973 erstmals erstellt wurde und seither durch das Bayerische Landesamt für Denkmalpflege geführt wird. Die folgenden Angaben ersetzen nicht die rechtsverbindliche Auskunft der Denkmalschutzbehörde.

## Bodendenkmäler in Buch
| Lage       | Objekt | Akten-Nr.     | Bild |
| ---------- | --- | ------------- | ---- |
| (Standort) | Freilandstation des Magdalénien, des Spätpaläolithikums und des Mesolithikums.                                                               | D-7-7726-0078 |      |
| (Standort) | Verhüttungsplätze der Latènezeit. | D-7-7726-0152 |      |
| (Standort) | Verhüttungsplätze der Latènezeit. | D-7-7726-0153 |      |
| (Standort) | Abschnittswall vor- und frühgeschichtlicher Zeitstellung.                                                                                    | D-7-7727-0026 |      |
| (Standort) | Burgstall des Mittelalters. | D-7-7727-0027 |      |
| (Standort) | Burgstall des Mittelalters. | D-7-7727-0028 |      |
| (Standort) | Mittelalterlicher Burgstall. | D-7-7727-0030 |      |
| (Standort) | Mittelalterlicher Burgstall. | D-7-7727-0031 |      |
| (Standort) | Abschnittswall vor- und frühgeschichtlicher Zeitstellung.                                                                                    | D-7-7727-0034 |      |
| (Standort) | Mittelalterliche und frühneuzeitliche Befunde im Bereich des Schlosses Obenhausen.                                                           | D-7-7727-0062 |      |
| (Standort) | Mittelalterliche und frühneuzeitliche Befunde im Bereich der katholischen Pfarrkirche St. Martin in Obenhausen.                              | D-7-7727-0063 |      |
| (Standort) | Mittelalterliche und frühneuzeitliche Befunde im Bereich der katholischen Wallfahrtskapelle St. Leonhard in Waldreichenbach.                 | D-7-7727-0086 |      |
| (Standort) | Mittelalterliche und frühneuzeitliche Befunde im Bereich der katholischen Pfarrkirche St. Stephan in Rennertshofen.                          | D-7-7727-0090 |      |
| (Standort) | Mittelalterliche und frühneuzeitliche Befunde im Bereich der katholischen Pfarrkirche St. Mauritius in Gannertshofen.                        | D-7-7727-0094 |      |
| (Standort) | Mittelalterliche und frühneuzeitliche Befunde im Bereich der abgebrochenen katholischen Pfarrkirche in Buch (Vorgängerbau von St. Valentin). | D-7-7727-0101 |      |